# Guilherme VIII de Monferrato
Guilherme VIII de Monferrato ou Guilherme VIII Paleólogo (em italiano: Guglielmo VIII del Monferrato; 19 de julho de 1420 — Casale Monferrato, 27 de fevereiro de 1483), foi marquês de Monferrato desde 1464 até sua morte em 1483.
Guilherme era o terceiro filho do marquês João Jaime de Monferrato, e herdou o marquesado após a morte de seu irmão mais velho João IV. Guilherme obteve, graças ao imperador Frederico III, os territórios perdidos ao Saboia em 1435. Guilherme serviu como condottiero de Francisco I Sforza e, mais adiante, fez de tutor do filho deste. Quando Galeazzo Maria Sforza foi assassinado, Guilherme foi o moderador para resolver a situação do Ducado de Milão.
Quando morreu em Casale Monferrato, foi sucedido por seu irmão Bonifácio III.

## Descendência
Guilherme casou-se  em três ocasiões, mas não chegou a ter nenhum filho varão legítimo:
1) em 1465 com Maria de Foix, filha de Gastão IV, Conde de Foix e de Leonor I de Navarra, teve:
- Joana (1466–1490), que casou com Ludovico II, marquês de Saluzzo,
- Lucrécia (1468–1508), que casou com Reinaldo de Este.

2) em 1469 com Isabel Maria Sforza, teve:
- Branca (1472–1519), que casou com Carlos I de Saboia (1468-1490).

3) em 1474 com Bernarda de Brosse, teve:
- Margarida (?–?), que foi a esposa de Hector de Monteynard.

Teve ainda um filho ilegítimo:
- Aníbal (1460–1523) que foi senhor de Frassinello.